# Santiago Ramos
Pour les articles homonymes, voir Ramos.
Pour le pilote automobile mexicain, voir Santiago Ramos (pilote automobile).
Santiago Ramos est un acteur espagnol né le 1er août 1949 dans la Province de Salamanque.
Il obtient le Prix Goya du meilleur acteur pour son rôle dans Como un relámpago.

## Filmographie partielle
- 1985 : La vaquilla de Luis García Berlanga
- 1988 : Miss Caribe de Fernando Colomo
- 1995 : El techo del mundo de Felipe Vega
- 1996 : Como un relámpago de Miguel Hermoso
- 1997 : Gràcies per la propina de Francesc Bellmunt
- 2004 : El Lobo de Miguel Courtois